# Iassàixnaia
Iassàixnaia (en rus: Ясашная) és un poble (un possiólok) de l'óblast de Sverdlovsk, a Rússia, segons el cens del 2010 tenia 476 habitants.